# Epictet

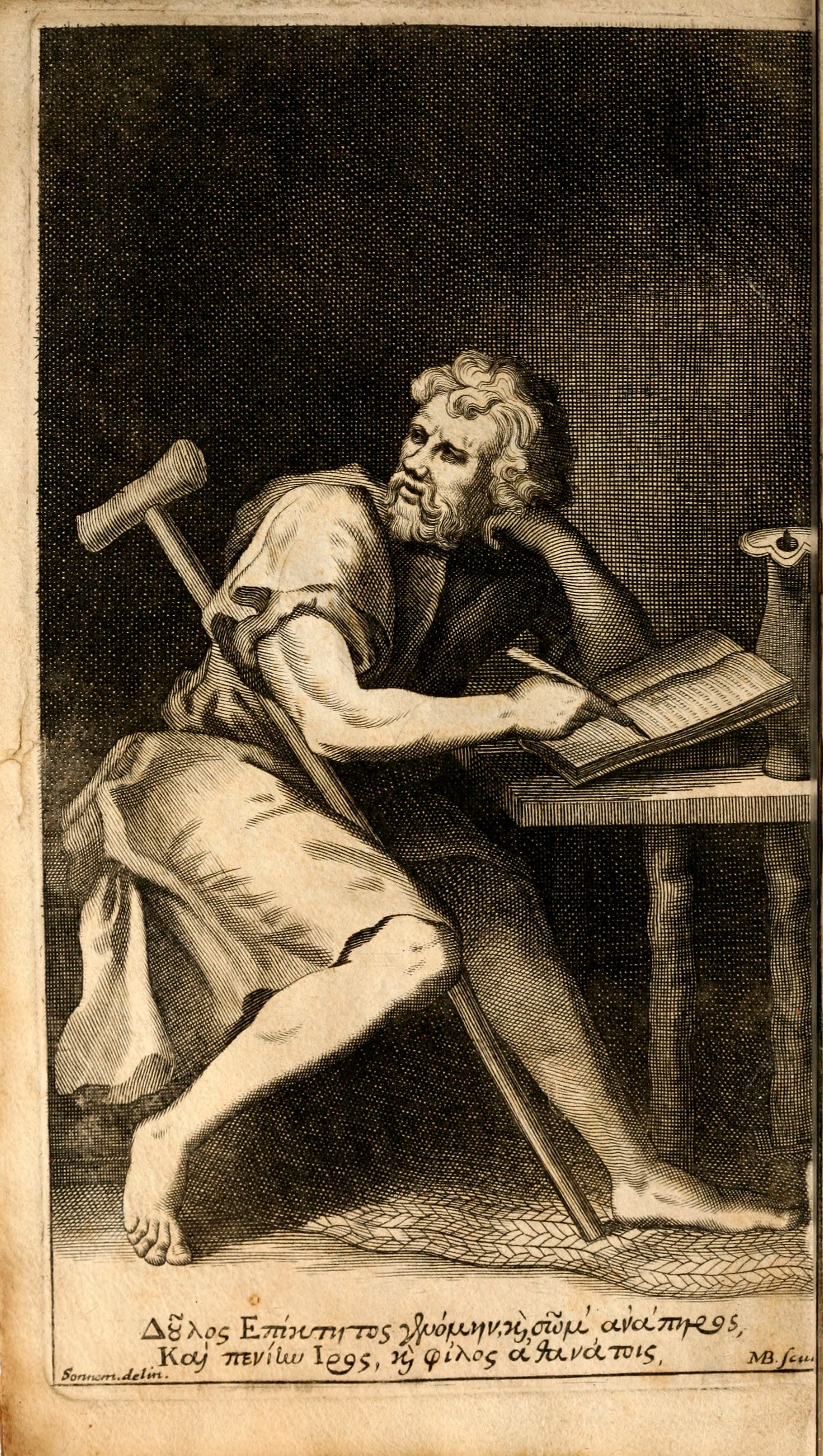
Epictet în viziune artistică

Epictet (gr.: Επίκτητος; lat.: Epictetus n. 50 d.Hr., Hierapolis⁠(d), Provincia Denizli, Turcia – d. 138 d.Hr., Nicopole, Epir, Grecia) a fost un filozof grec stoic. Probabil s-a născut la Hierapolis, Phrygia, și a trăit o mare parte din viață în Roma până în momentul exilului la Nicopolis, unde a și murit.
Sclav  al lui Epaphroditus, libert și secretar al lui Nero și, mai apoi, al lui Domițian, a fost discipol al lui Musonius Rufus (92/93 d.H.). Eliberat de Epaphroditus, a predat o vreme filozofia la Roma; odată cu alungarea filozofilor din Roma de către Domițian (cca 93 d.H.), a mers în Epir, stabilindu-se la Nicopolis, unde a întemeiat o școală celebră, cu discipoli remarcabili, între care s-a distins Arrian. Acestuia i se datorează faptul că învățăturile lui Epictet au ajuns până la noi: Arrian le-a grupat, ca Diatribai, probabil în opt cărți (la care se pare că se adăugau douăsprezece cărți de Homilii), dintre care au supraviețuit până în vremea noastră patru. El a publicat ulterior o selecție, cunoscută sub numele „Manual” (Encheiridion), care avea să exercite o influență de seamă asupra lui Aulus Gellius și a împăratului Marcus Aurelius. Alături de acesta din urmă și de Seneca, Epictet aparține, în plan filozofic, ultimei faze a stoicismului: neostoicismul roman.